# Dreamtower
Dreamtower è il secondo album in studio del supergruppo musicale statunitense Ring of Fire, pubblicato nel 2003.

## Tracce
1. My Dejà Vù – 6:20
2. Dreamtower – 5:26
3. The Paraho's Curche – 5:57
4. Refuge Of The Free – 5:32
5. Blue Sky – 5:20
6. Laputa – 5:04
7. Until the End of Time – 5:12
8. System Utopia – 5:01
9. Ghost of America – 6:01
10. Invisible Man – 5:32
11. Make Believe – 3:41
12. Take Me Out – 3:21
13. Murder By Numbers – 6:21
14. Undone – 4:28